# سیارک ۱۳۳۳۴
سیارک ۱۳۳۳۴ (به انگلیسی: 13334 Tost، نامگذاری:1998SX60) سیزده هزار و سیصد و سی و چهارمین سیارک کشف شده‌است که در ۱۷ سپتامبر ۱۹۹۸ کشف شد.
قدر مطلق سیارک برابر ۲۱.۴ است.